# Baked Alaska
Baked Alaska (también conocido como Omelet noruego y Omelet sorpresa o en francés como glace au four y omelette à la norvégienne) es un postre a base de helado colocado en un molde que contiene láminas de pastel o pudín de Navidad y cubierto de merengue. El postre se coloca al horno caliente durante el tiempo suficiente como para afirmar y dorar el merengue, este actúa como un eficaz aislante, lo que aunado al corto tiempo de cocción, evita que el calor llegue hasta el helado. Su nombre fue acuñado en el restaurante Delmonico's de la ciudad de Nueva York en 1876, en honor al recientemente adquirido territorio estadounidense. El 1 de febrero se celebra en Estados Unidos el día nacional del Baked Alaska.

## Historia
Según estudios de la historia de la alimentación, este dulce se originó en el siglo XIX. Aunque no es muy claro a quién se le puede atribuir el crédito, ya que existen varias versiones sobre su origen. En una de ellas, se dice que durante la presidencia de Thomas Jefferson —en Estados Unidos— se sirvió en un banquete efectuado en la Casa Blanca en 1802, helado envuelto en una masa caliente.
Un postre similar al Baked Alaska fue creado por un físico estadounidense llamado Benjamin Thompson Rumford, que tenía un gran interés por la gastronomía y realizó varios inventos relacionados con ella. Como resultado de su interés en investigar la resistencia de las claras de huevo batidas al calor y sobre la base de un principio que consideraba que la clara de huevo batida era un mal conductor de calor, creó en 1804 un plato que denominó omellete surprise (Omelet sorpresa).
El 6 de junio de 1866 apareció en el periódico francés Liberte, una columna de Leon Brise, un escritor especializado en gastronomía, que insinuaba que el Baked Alaska, fue introducido en Francia por el chef Balzac. Según la historia, un cocinero chino que venía en una delegación que se hospedó en el Gran Hotel de París, enseñó a Balzac a preparar un helado envuelto en un hojaldre crujiente al horno.
Otra historia cuenta que en 1867, el chef francés del restaurante Delmonico's en Nueva York, Charles Ranhofer, creó un nuevo pastel para celebrar la adquisición por parte de los Estados Unidos del territorio de Alaska. La compra, negociada con Rusia por el senador William H. Seward, fue firmada el 18 de octubre de 1867. Lo más probable es que Ranhofer tenga el crédito de haberlo hecho popular.
Jean Giroix, chef del Hotel de París en Monte Carlo, Mónaco, lo llamó en 1895 Omelette à la norvégienne (Omelet noruego) y también contribuyó a su popularidad. El nombre Baked Alaska, apareció publicado por primera vez en 1896 en The Original Fannie Farmer 1896 Cookbook escrito por Fannie Farmer.

## Preparación
Según una receta de 1955, se cocina primero el pastel para la base. El merengue se prepara con claras de huevo y azúcar granulada y se mezclan con batidora eléctrica. Se coloca el helado sobre el pan y este se cubre rápidamente con el merengue, puede espolvorearse si se desea con ralladura de almendra, chocolate o coco. Se hornea de 4 a 5 minutos o hasta que el merengue adquiere un tono dorado. Se extrae del horno y se sirve en un plato decorado con frutas.

## Variantes

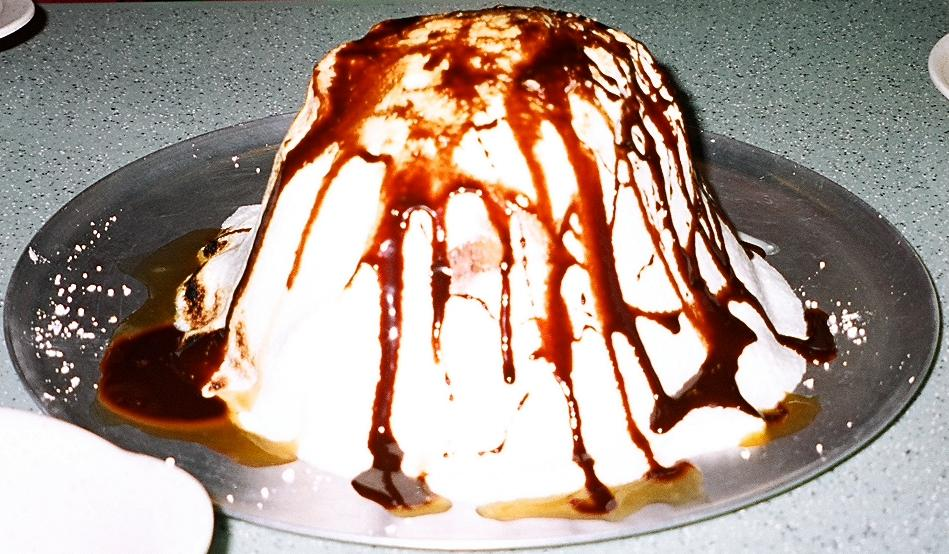
Flame on the iceberg de Hong Kong, hecho con helado, bizcochuelo, crema, jarabe y whisky

Existe una variante llamada Bombe Alaska, en el que el postre se rocía ligeramente con algún lícor justo antes de presentarlo y es flambeado mientras se sirve.
En 1969, el recientemente inventado horno de microondas le permitió al físico húngaro y gastrónomo molecular, Nicholas Kurti producir un Baked Alaska inverso (también llamado "Frozen Florida")-una capa congelada de merengue relleno de licor caliente.